# Emmanuel Aladjalov

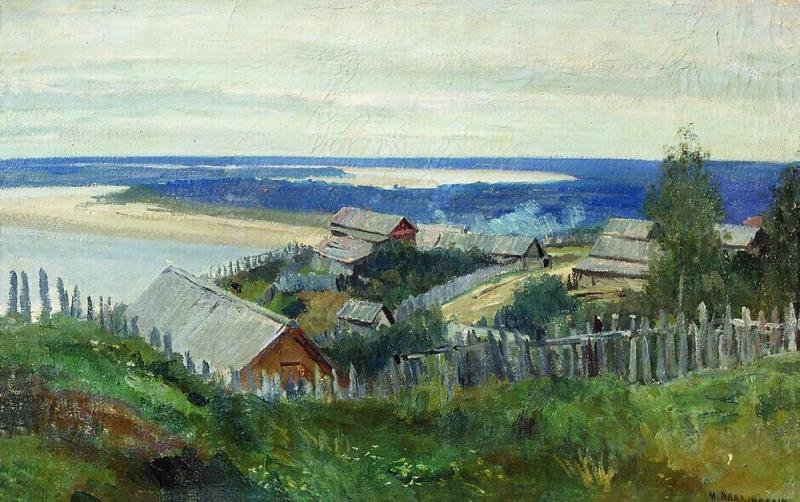
Paysage.

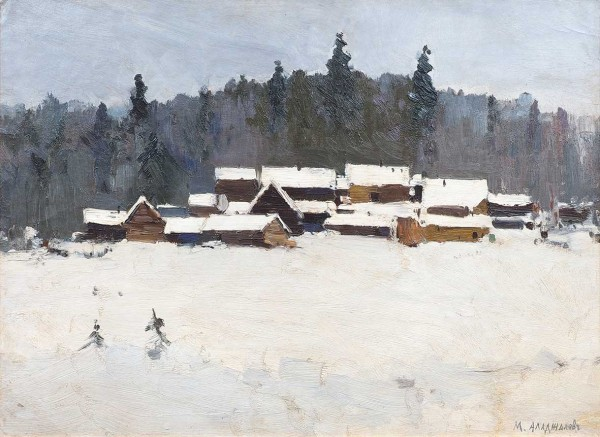
Le village l'hiver

Emmanuel Aladjalov (en russe : Мануил (Эммануил) Христофорович Аладжалов), né le 8 juin 1862 et mort le 19 février 1934, est un peintre russe et soviétique de paysages. Il est d'origine arménienne.
Aladjalov est devenu pédagogue expérimenté et réputé et a enseigné à l'académie d'art et d'industrie Stroganov au début du XXe siècle, il a donné des fondements à l'école soviétique de paysages.

## Biographie
Aladjalov est né le 8 juin 1862 à Nakhitchevan-sur-le-Don. Il est Arménien né dans l'Empire russe puis a vécu la fin de sa vie à l'époque de l'URSS.
Il a débuté l'école élémentaire à Rostov-sur-le-Don. Puis il étudie à l'École de peinture, de sculpture et d'architecture de Moscou (1883—1890) avec des professeurs comme Isaac Levitan, Vladimir Makovski, et Alekseï Savrassov.
En 1887 et 1889, il reçoit deux petites médailles d'argent et en 1890—1891 une grande médaille d'argent.
Il expose avec l'association des Ambulants. Il expose aussi lors des expositions organisées par l'École de peinture, de sculpture et d'architecture de Moscou de 1882 à 1885, et de 1887 à 1891, et encore à celles organisées par la société de Moscou des amateurs de peintures (1889—1890, 1892—1899, 1901).
À partir de 1893, Aladjalov est membre de l'association des peintres de Moscou. En 1903 il devient un des fondateurs de l'union des artistes russes.
Durant la période soviétique il devient membre de l'union des artistes réalistes.
Il meurt le 19 février 1934 à Moscou. Il est enterré au Cimetière arménien de Moscou

## Œuvres
Ses tableaux se trouvent à la Galerie Tretiakov mais il y en a aussi dans les musées d'Arkhangelsk, de Vologda, d'Ekaterinbourg, d'Irkoutsk, de Novossibirsk, d'Omsk, de Penza, de Perm, de Ramenskoïe, de Saran, de Tver, de Tioumen, de Oulianovsk de Iakoutie etc.

## Sources
- V S Sidorov Encyclopédie du vieux Rostov et de Nakhitchevan-sur-le-Don Tome 5, 1999/ Сидоров В. С. Энциклопедия старого Ростова и Нахичевани-на-Дону. Т.5. Ростов-на-Дону, 1999.